# 方子丹
方子丹（1910年11月17日—2006年？），字旨聃，江苏灌云人，诗人、书法家。
方子丹曾就读于河北大学政经系。毕业后，历任湖南永兴县政府秘书、抗战期间第五军编辑处编辑、国家总动员会议专门委员。抗战后，又任社会部秘书。
1949年赴台后，历任东南军政长官公署秘书、行政院参议。1973年退休，后又被聘为中国文化学院教授、文化大学华冈教授、辅仁大学教授。